# St. Mariä Heimsuchung (Kohlhagen)

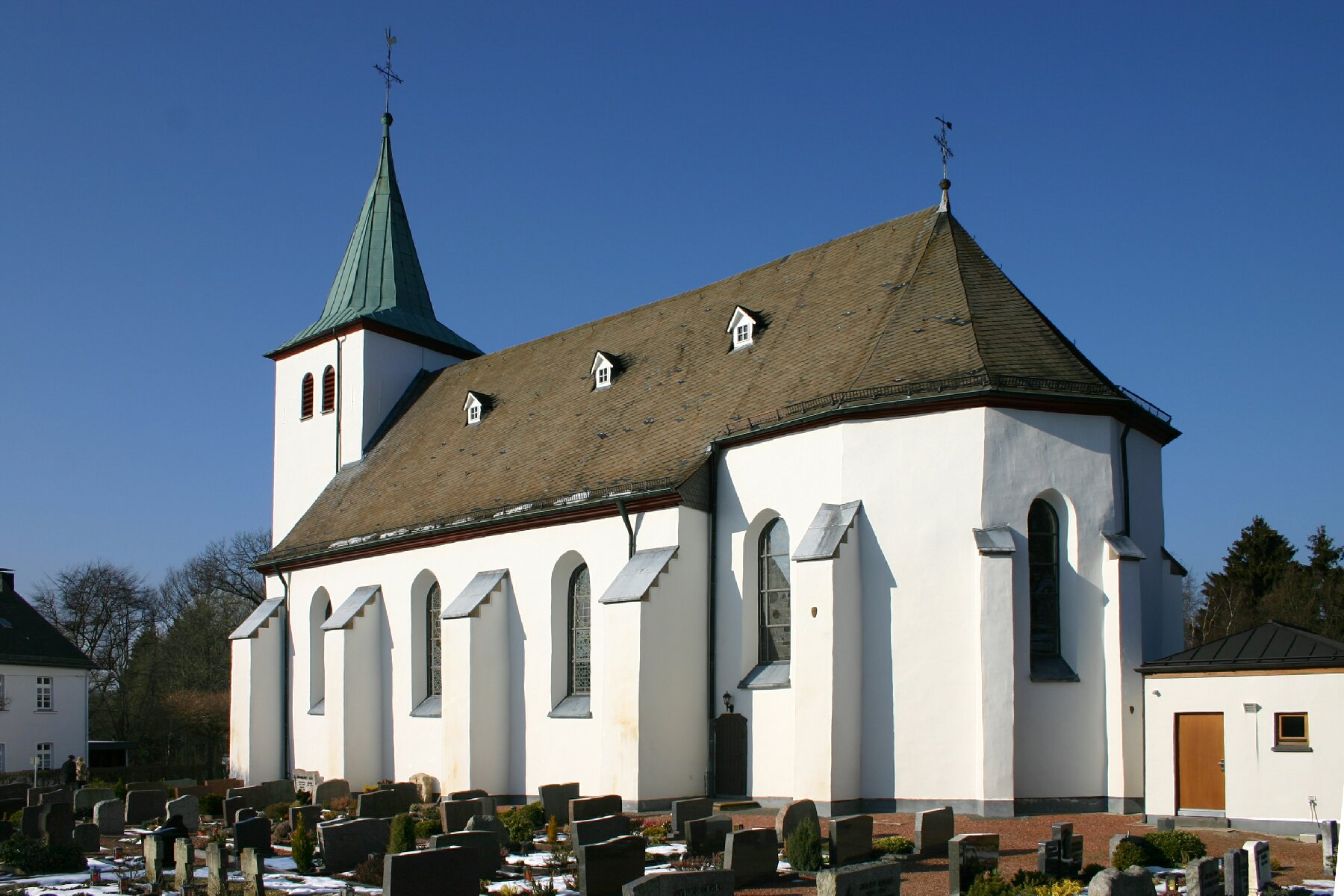
St. Mariä Heimsuchung

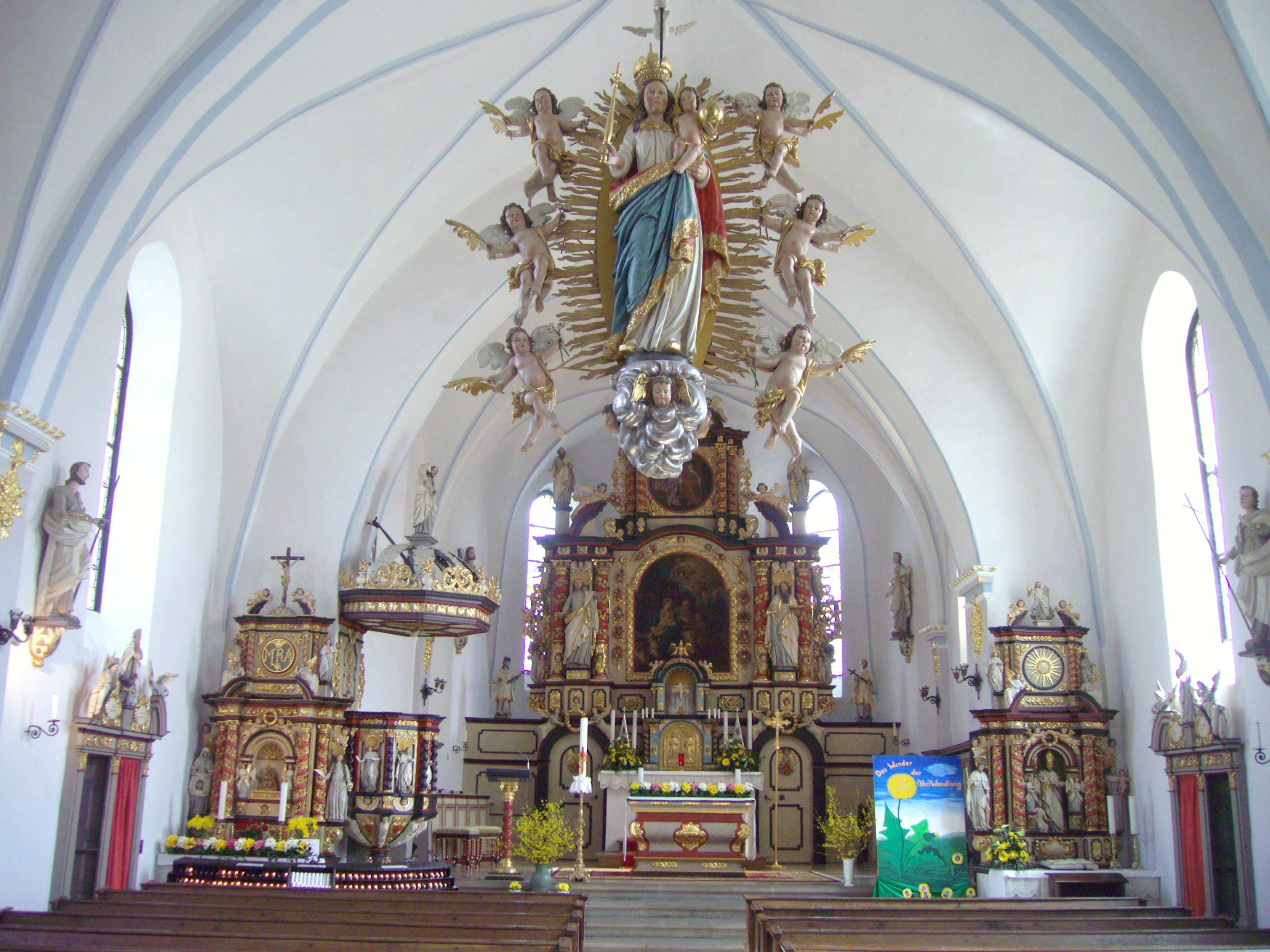
Innenraum

Die katholische Wallfahrtskirche Mariä Heimsuchung ist ein denkmalgeschütztes Kirchengebäude in Kohlhagen, einem Ortsteil der Gemeinde Kirchhundem im Kreis Olpe (Nordrhein-Westfalen).

## Geschichte und Architektur

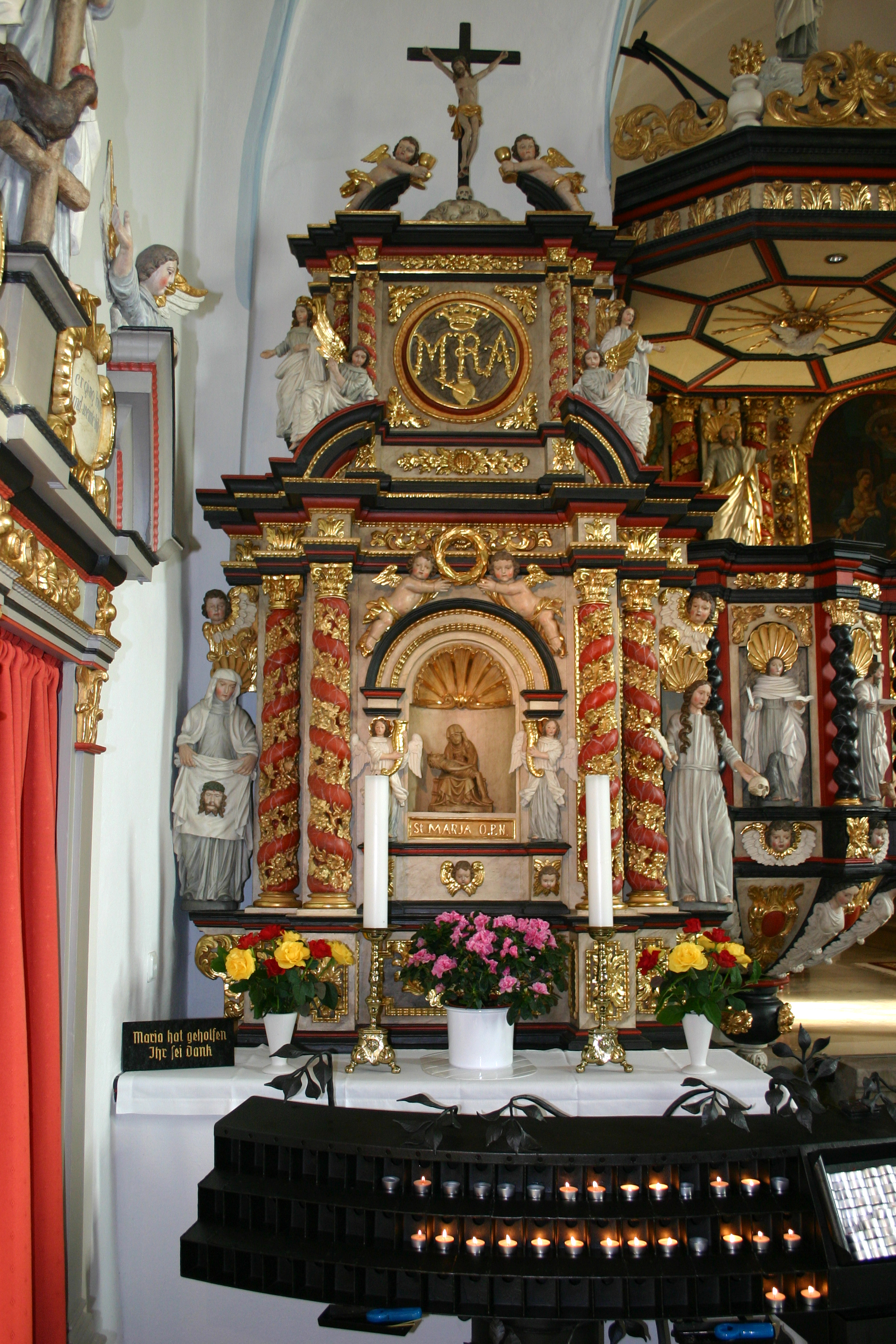
Seitenaltar links mit Pietà

Erstmals urkundlich erwähnt wurde die Vorgängerkirche in einer Stiftungsurkunde der Ewigen Vikarie auf dem Berge unser lieben Frauen 1490.
Die auf einem Berg gelegene Kirche in gotisierendem Barock wurde auf Initiative des Pfarrers Paulus Leyemann (1667–1745) von 1703 bis 1707 als dreijochiger Saal mit eingezogenem Chor und 5/10 Schluss errichtet. Sie wurde um den Vorgängerbau herum gebaut. Der Raum ist kreuzgratgewölbt, die Gewölbe ruhen auf stuckierten Wandpfeilern. Zehn spitzbogige Fenster gliedern die Außenmauern, sie zeigen Verse aus den Seligpreisungen der Bibel. Der kleine Turm steht im Westen, er wurde 1809 mit einer achteckigen Pyramide bekrönt. Die Ausstattung stammt größtenteils aus der Bildhauerwerkstatt Sasse in Attendorn.
Der Orgelprospekt wurde wohl 1745 von Johann Henrich Kleine aus Eckenhagen gefertigt. Als die Orgel im Jahr 2016 zum ersten Mal nach 1952 und 1981 wieder technisch und klanglich aufgearbeitet wurde, wurde unter den 916 Orgelpfeifen jedoch auch eine mit dem Aufdruck 1741 entdeckt. Auf einem Balken des Orgelkorpus findet sich die Jahreszahl 1709. Beides gilt als Hinweis auf ein Vorgänger-Instrument. Der Spieltisch wurde im Nachhinein an die Seite verlegt, damit Priester und Organist Blickkontakt aufnehmen können, außerdem wurde die Zahl der Register von anfangs sieben oder acht nachträglich auf 14 erhöht.
Eine umfangreiche Innenrenovierung fand von 1999 bis 2000 statt, in dieser Zeit wurde auch eine neue Sakristei an den Ostchor angebaut.
Neben der Kirche befindet sich ein 1866 erbautes Küsterhaus, in dem ein Konvent der Armen Dienstmägde Jesu Christi mit drei Ordensschwestern untergebracht war. Nachdem der Orden die Schwestern ins Mutterhaus zurückrief, wurde das Küsterhaus umfassend saniert und erweitert. Am 3. Juli 2021 eröffnete Erzbischof Hans-Josef Becker hier das Geistliche Zentrum Kohlhagen, das über Tagungs- und Seminarräume verfügt und auch der Betreuung der Pilger dienen wird. Zwei Pallottinerpatres leben im Küsterhaus, die zum einen das Geistliche Zentrum leiten, zum anderen auch die Betreuung der Pilger übernehmen.
Als Seelenort im Sauerland wird die Wallfahrtskirche auch touristisch vermarktet.
Zudem ist die Kirche seit 1908 von einem Kreuzweg umgeben, der vom Bildhauer Franz Belke aus Grevenbrück geplant und gebaut wurde. Eine in den Jahren 1923/24 errichtete Gedächtniskapelle mit Kriegerehrenmal bildet die 14. Station des Kreuzwegs. Die Wallfahrtskirche und der Kreuzweg sind in die Denkmalliste der Gemeinde Kirchhundem eingetragen.

## Ausstattung
- Der Hochaltar, die beiden Seitenaltäre und die Kanzel wurden in der Zeit von 1709 bis 1712 gefertigt.
- Ein kleines Vesperbild, das als Gnadenbild verehrt wird, stammt aus der Zeit um 1430; es ist im nördlichen Seitenaltar untergebracht.
- Eine von Putten umschwebte Doppelmadonna datiert aus dem Anfang des 18. Jahrhunderts.
- Eine fast lebensgroße Apostelfigur aus der Mitte des 18. Jahrhunderts gehört ebenfalls zur Ausstattung.[7]